# Милорад Радевић
Милорад Радевић (Лијева Ријека, код Подгорице, 21. новембар 1921 — Мојковац, 21. новембар 1990) био је политички комесар за време Другог светског рата, у коме је три пута рањен, а по завршетку рата мајор југословенске УДБЕ.

## Биографија
Милорад Радевић рођен је у Лијевој Ријеци, општина Подгорица, 21. новембра 1921. године. Био је предратни правник, као и учесник Народноослободилачке борбе Југославије, од 1941. до 1945. За време Другог светског рата био је политички комесар, а по завршетку рата - мајор југословенске УДБЕ. Ухапшен је 1949. у Котору, као шеф Удбе у Црној Гори, јер је одбио да хапси и ликвидира своје ратне другове и пријатеље који су „подржавали” проруску струју, која је планирала бекства преко границе, а тo је југословенски политички врх протумачио као подршку бегунцима. Опште је познато и то да је Радевић био блиски пријатељ са Арсом Јовановићем, који се после доношења Резолуције Информбироа, 1948. године, изјаснио за Резолуцију и заједно са пуковником Владом Дапчевићем и генералом Бранком Петричевићем решио да побегне у НР Румунију. Под изговором да иду у лов, увече 11. августа 1948. године, покушали су да пребегну преко југословенско-румунске границе, али је бекство осујећено наиласком на граничну патролу. Том приликом су погинули Арсо Јовановић и њихов водич, управник државног пољопривредног добра Светолик Арбајац. Генерал Петричевић се вратио у Београд, где је пробао да представи догађај као ловачки излет, али је убрзо ухапшен.
Милорад Радевић је, као шеф УДБЕ, посумњао у пласирану причу, знао је да су Арса Јовановића ликвидирали најближи пријатељи, што га је разочарало и нагнало да тражи правду. Тако се и замерио једном од најближих пријатеља, Саву Јоксимовићу, и свом брату Раду Радевићу, који је био пуковник УДБЕ и човек од поверења Александра Ранковића, задужен за специјалне операције. Знајући да је Милорад јако строг и прек официр који није хтео да савије главу, договор на државном нивоу је био "да га се реше". Том договору присуствовао је и његов старији брат Раде Радевић (Саво и Раде су скупа завршили права у Београду, а порекло им је исто, племе Васојевићи). Саво Јоксимовић од Тита је задужен да се оштро обрачуна са информбировским елементима у Црној Гори. Хапшење Милорада Радевића управо организује он, дојучерашњи ратни друг и саборац, "генерал у црвеним чизмама", бивши министар правосуђа а тадашњи министар унутрашњих послова. Радевић је "означен" као државни непријатељ и осуђен на 18 година строге робије у затвору на Голом отоку, где му је управник био нико други већ његов брат Раде Радевић. На Голом отоку су Милорада Радевића тешко злостављали, био је често на "преваспитавању" у Петровој рупи, највећем мучилишту на острву, али изашао је као "непоправљив". Зато је и кажњен са пет година губитка грађанских права.

## Сукоб због подршке Информбироу
Јануара 1949, десиле су се свирепе ликвидације припадника групе одметнутих русофила из Бијелог Поља због подршке Информбироу. О овим догађајима готово да нема писаног трага, једино су старији људи из тог краја сачували сећање на страшан злочин. Сведочење о томе ипак је записано – у белешкама Милорада Радевића.
У доба избијања сукоба са Информбироoм, партијским комитетом у Бијелом Пољу руководио је угледни револуционар Илија Булатовић, а ситуација је била иста као и у другим местима на северу Црне Горе, где је народ био русофилски настројен.
Рано ујутро, на Бадњи дан 1949. године, група од 18 Бјелопољаца, шефова полиције, Удбе и Среског комитета КП, на челу са Булатовићем, одметнула се у шуму, пошто им је претило хапшење због подршке Информбироу. Беже најпре у село Чеоче, одакле су се поделили у неколико група и раштркали по околним селима и планинама.
Са њим су се одметнули: Радомир Ракочевић, шеф бјелопољске Удбе, Радивоје Богавац, командир бјелопољске милиције, Милош Радоњић, организациони секретар Среског комитета, Раде Војиновић, предсједник Среског одбора, Радован и Вуксан Јелић, чланови Среског комитета КП, милиционери Јован Бубаља и Живко Спичановић, и још десетак чланова бјелопољског партијског комитета.
За њихово бекство одмах се чуло и истог дана у Бијело Поље, са групом официра Удбе, стиже Саво Јоксимовић, министар унутрашњих послова СР Црне Горе, од Тита задужен да се оштро обрачуна са информбировским елементима у Црној Гори. Уследила је хајка у којој је учествовало преко 1.000 војника и полицајаца. Преживела су само шесторица одметнутих и одведени су на Голи оток, док су остали ликвидирани по кратком поступку. Опкољавали су их, према расположивим подацима, једног по једног. Ниједан од њих није хтео да пуца на своје дојучерашње другове, те су се предавали. Међутим, Јоксимовићеви агенти су их ноћу кришом доводили у Бијело Поље на саслушања, а затим одводили крај Лима и убијали. Јоксимовић је, пак, лансирао причу да су хтели да пређу Лим и беже за Албанију, па су их агенти Озне сустигли, а пошто су се супротставили, морали су, наводно, да их убију.

## Робијање на Голом отоку
Будући да је Милорад Радевић, као шеф Удбе и блиски пријатељ Сава Јоксимовића, одбио да иде у потеру за најближим сарадницима и друговима из Бијелог Поља, тај чин је протумачен као подршка бегунцима. Ухапшен је и спроведен на дугогодишњу робију и мучење, преко затвора у Билећи, војног затвора у Сарајеву, острва Свети Гргур и Голог отока.
Био је осуђен на 18 година затвора, одлежао је осам, и то на Голом отоку. Милорада Радевића су на Голом отоку злостављали, био је често у озлоглашеној „Петровој рупи”, тамо где су мучили најтврђе логораше, као што је Мирко Марковић, шпански борац и политички организатор југословенске дијаспоре. Милорад Радевић ће остати са Марковићем пријатељ до његове смрти 1988. године. По сећању неких од "голооточана", највише су злостављани Владо Дапчевић, Милета Перовић и Милорад Радевић, на којима су се увежбавали модели голооточког мучења. Са Голог oтока је Радевић изашао као "непоправљив", због чега је и кажњен са пет година губитка грађанских права.
За тих осам година проведених на Голом отоку, Радевићу је две и по године управник логора био брат Раде, који је пре тога био Ранковићев заменик. Ниједном се нису срели тамо.
Касније су браћа Милорад и Раде живели у Београду, али се ни ту никада нису срели. Године 1990. умро је Раде, а Милорад му није дошао на сахрану, већ је послао сина Милића и на тај начин ставио тачку на братску љубав, која у Црној Гори има посебну димензију.
Много година касније, у књизи „Дружење с Титом”, Милован Ђилас је о суровим ликвидацијама бијелопољских одметника – русофила написао: „Разочарани и растурени одметници су се један за другим предавали без борбе, али ниједан није стигао до града, сви су успут поубијани… Бјелопољски случај није типичан за обрачунавање са просовјетским комунистима, али је можда најдрастичнији.”
За овај „подвиг”, пуковник Озне (Удбе) Саво Јоксимовић унапређен је у чин генерала. У свирепој акцији Озне посебно се истакао Веселин Булатовић, Ђиласов рођак, који ће касније бити постављен за управника Голог отока.

## Дело
Милорад Радевић је аутор драгоценог сведочанства о ликвидацијама групе одметнутих русофила у Црној Гори због подршке Информбироу 1949. године.
Коаутор је књиге "Студенти београдског универзитета 1838-1941 - Хронологија политичког живота", која је објављена 1971. године у Београду.